# 투모로우바이투게더
투모로우바이투게더(영어: TOMORROW X TOGETHER · TXT)는 2019년 3월 4일에 데뷔한 대한민국 빅히트 뮤직 소속의 5인조 다국적 보이 그룹이다.
투모로우바이투게더(TOMORROW X TOGETHER)는 '서로 다른 너와 내가 하나의 꿈으로 모여 함께 내일을 만들어간다'는 의미로, 준말로 ‘TXT’라고 부른다.
2019년, TXT는 《꿈의 장: STAR》를 발매하며 데뷔하였고, 이어 《꿈의 장: MAGIC》을 발매하여 여러 신인상을 수상했다. 투모로우바이투게더의 팬덤은 2019년 8월 22일 모아 (Moment Of Alwaysness)로 정해졌다.

## 활동

### 데뷔 이전
2019년 1월 10일, 빅히트 엔터테인먼트는 소속사 공식 SNS를 통해 "What Do You Do?" · "What Do You See?" 문구를 올리며 티저 홈페이지를 공개했다. 다음날인 1월 11일, 빅히트 엔터테인먼트는 그룹명 '투모로우바이투게더'(영어: TOMORROW X TOGETHER )를 공개하였으며, 멤버 연준의 소개 영상과 티저 이미지도 공개하였다. 공개 직후, TOMORROW X TOGETHER 는 주요 포털 사이트 실시간 검색어 및 트위터 실시간 트렌드 1위에 올랐으며, 빌보드가 기사를 통해 집중 조명하면서 많은 주목을 받았다. 이어서 1월 14일에는 멤버 수빈의 소개 영상과 티저 이미지가 공개되었으며, 수빈은 TOMORROW X TOGETHER 의 리더로 확정되었다. 이틀 뒤인 1월 16일, 멤버 휴닝카이의 소개 영상과 티저 이미지가 공개되었다. 이어서 1월 18일에는 멤버 태현의 소개 영상과 티저 이미지가 공개되었다. 1월 21일, 멤버 범규의 소개 영상과 티저 이미지가 공개되었다. 사흘 뒤인 1월 24일에는 TOMORROW X TOGETHER 가 5인조 그룹임을 확정하고, 그룹 소개 영상과 단체 사진을 공개하였다. 또한, 공식 트위터를 개설하여 다섯 멤버가 첫 인사글을 올렸다. 그리고 1월 28일, 멤버 수빈의 질문 영상이 공개되었다. 이어서 1월 29일, 멤버 휴닝카이의 질문 영상이 공개되었다. 1월 30일에는 멤버 범규의 질문 영상이 공개되었고, 다음 날인 1월 31일에는 멤버 연준의 질문 영상이 공개되었다. 이어서 2월 1일, 멤버 태현의 질문 영상이 공개되었고, TOMORROW X TOGETHER 가 포털사이트 인물 정보에 등록되었다. 또한, TOMORROW X TOGETHER 의 공식 팬 커뮤니티와 V LIVE 채널이 개설되었다. 2월 7일, 빅히트 엔터테인먼트는 TOMORROW X TOGETHER 의 데뷔 날짜를 2019년 3월 4일로 확정하고, 데뷔 음반과 데뷔 기념 특집 방송 및 데뷔 쇼케이스 안내를 발표하였다. 2월 18일에는 빅히트 엔터테인먼트가 데뷔 음반의 로고를 공개하며 데뷔 음반 티저 영상을 공개하였고, 엠넷은 TOMORROW X TOGETHER  멤버들의 목소리 티저 영상을 공개하였다. 다음 날인 2월 19일, 데뷔 음반의 첫 번째 컨셉 사진이 공개되었고, 2월 21일에는 두 번째 컨셉 사진이 공개되었다. 이어서 2월 22일에는 데뷔 음반의 트랙 리스트가 공개되었으며, 2월 26일에는 데뷔 곡의 첫 번째 티저 영상이 공개되었다. 다음 날인 2월 27일, 두 번째 티저 영상이 공개되었다. 3월 2일에는 데뷔 음반의 프리뷰 영상이 공개되었다.

### 2019년

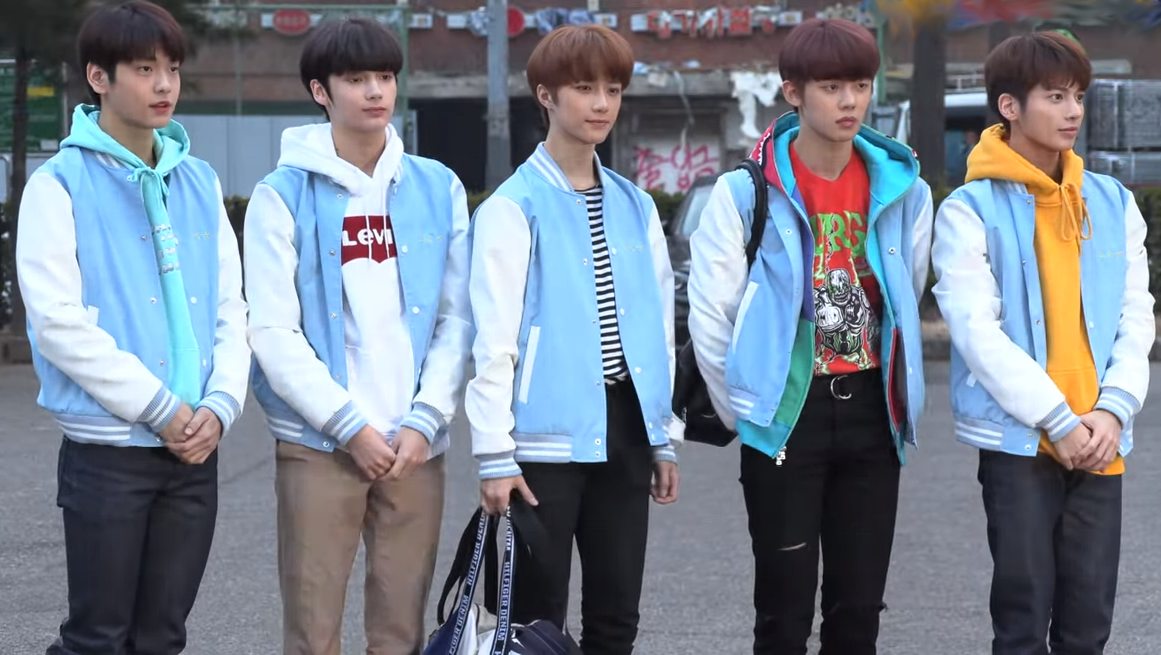
2019년 3월 15일 뮤직뱅크로 첫 출근하는 TXT

2019년 3월 4일, TXT는 데뷔 음반 《꿈의 장: STAR》를 발매하고, 엠넷에서 방송하는 데뷔 기념 특집 방송 〈TOMORROW X TOGETHER Debut Celebration Show presented by Mnet〉에 출연하며 공식적으로 데뷔하였다. 다음 날인 3월 5일에는 대한민국 서울에서 데뷔 쇼케이스 〈TOMORROW X TOGETHER DEBUT SHOWCASE 'STAR'〉를 개최하였다. 3월 12일, 《꿈의 장: STAR》가 빌보드 200에 140위로 진입하면서 TXT는 대한민국의 보이 그룹 데뷔 음반 중 빌보드 200 최고 순위라는 신기록을 세웠다. 또한, TXT는 타이틀곡 〈어느날 머리에서 뿔이 자랐다 (CROWN)〉를 통해 데뷔 일주일 만에 음악 방송 1위를 차지하였으며, 음악 방송에서 3관왕을 차지하였다. 이 음반은 2019년 현재까지 18만장 넘게 판매되었다. 4월 7일, TXT는 데뷔 음반 수록곡 〈Blue Orangeade〉의 가사 비디오를 공개하였고, 4월 15일에는 후속곡으로 〈Cat & Dog〉를 확정하며 스케칭 영상을 공개하였다. 4월 18일, 멤버 범규의 티저 이미지가 공개되었으며, 4월 19일에는 연준의 티저 이미지가 공개되었다. 다음 날인 4월 20일, 휴닝카이의 티저 이미지가 공개되었고, 4월 21일에는 태현의 티저 이미지가 공개되었다. 마지막으로 4월 22일, 수빈의 티저 이미지가 공개되었다. 4월 23일에는 후속곡의 첫 번째 티저 영상이 공개되었고, 4월 24일에는 두 번째 티저 영상이 공개되었다. 4월 25일에는 후속곡 〈Cat & Dog〉 뮤직 비디오를 공개하였다. 5월 1일에는 〈Cat & Dog〉 영어 버전의 첫 번째 티저 영상이 공개되었고, 이틀 뒤인 5월 3일, 〈Cat & Dog〉 영어 버전이 발매되었다. 그리고 5월 6일부터 5월 12일까지 팬덤명을 공모하였다. 이후 5월 9일부터 5월 24일까지 미국의 6개 도시에서 데뷔 쇼케이스 투어 〈TOMORROW X TOGETHER DEBUT SHOWCASE 'STAR'〉를 개최하였으며, 이 쇼케이스 투어는 전석 매진을 기록하였다. 5월 31일에는 〈Our Summer (Acoustic Mix)〉가 발매되었으며, 6월 5일에는 데뷔 음반 수록곡 〈별의 낮잠〉의 뮤직 비디오를 공개하였다. 6월 11일, TXT는 기존 커뮤니티를 폐쇄하고, 새로운 플랫폼 위버스(Weverse)로 TXT 공식 팬 커뮤니티를 개설하였다. 한편, 6월 27일부터 8월 15일까지 엠넷에서 TXT의 첫 단독 리얼리티 프로그램 《ONE DREAM.TXT》가 방영되었다.
10월 21일, TXT는 첫 정규 음반 《꿈의 장: MAGIC》을 발매하였다.

### 2020년
2020년 1월 15일 첫 번째 싱글 앨범 《MAGIC HOUR》 발매와 함께 일본에서 데뷔하였다. 3월 8일 코로나19 문제로 V앱을 통해 첫 팬미팅을 개최하였다.
5월 18일 두 번째 미니 앨범 《꿈의 장: ETERNITY》로 컴백하였다. 컴백 후, 5월 26일 《더 쇼》에서 첫 1위를 하였고, 그 다음 날인 5월 27일, 《쇼 챔피언》에서 또 1위를 하며 2관왕을 달성하였다. 6월 4일, 수 륙곡 〈동물원을 빠져나온 퓨마〉의 뮤직 비디오가 공개되었다. 이와 함께 《엠카운트다운》에서부터 6월 14일 《인기가요》까지 이 후속곡으로 활동을 이어나갔다. 6월 29일, 수록곡 〈Eternally〉의 뮤직 비디오가 공개되었다.
8월 19일, 두 번째 싱글 앨범 《Drama》 발매와 함께 일본에서 컴백하였다.
10월 26일 세 번째 미니 앨범 《minisode1: Blue Hour》으로 컴백하였으며, 컴백 후 11월 3일, 《더 쇼》에서 첫 1위를 하였다. 11월 13일, 수록곡 〈날씨를 잃어버렸어〉의 뮤직 비디오가 공개되었다. 이후 《뮤직뱅크》에서부터 11월 15일 《인기가요》까지 이 후속곡으로 활동을 이어나갔다.
11월 24일 드라마 라이브온의 ost  <Your light>를 발표하였다.

### 2021년
2021년 1월 20일, 첫 번째 정규 앨범 《STILL DREAMING》으로 일본에서 컴백했다.
5월 24일 tvN 드라마 《어느 날 우리집 현관으로 멸망이 들어왔다 OST Part.2》 음원을 발표하였다.
5월 31일, 두 번째 정규 앨범 《혼돈의 장: FREEZE》으로 국내 컴백을 하였으며, 컴백 후 6월 8일, 《더 쇼》에서 첫 1위를 하였다. 데뷔 후 6월 11일, 영어곡 수록곡 〈Magic〉의 뮤직비디오가 공개되었다. 그날 《뮤직뱅크》에서 첫 지상파 1위를 하였다. 6월 13일, 《인기가요》까지 타이틀곡으로 활동을 하였다. 6월 17일, 《엠카운트다운》에서부터 영어곡 수록곡으로 활동을 이어나갔다. 6월 20일, 《인기가요》까지 이 후속곡으로 활동을 이어나갔다.
8월 17일, 두 번째 정규 앨범 리패키지 《혼돈의 장: FIGHT OF ESCAPE》으로 컴백했다.
11월 10일, 일본에서 첫 번째 미니 앨범 《Chaotic Wonderland》으로 컴백하였다.

### 2022년
2022년 5월 9일, 네 번째 미니 앨범 《minisode 2: Thursday's Child》으로 국내 컴백했다.
7월, 첫 번째 월드 투어 ‘TOMORROW X TOGETHER WORLD TOUR <ACT : LOVE SICK>’가 개최되었다.

### 2023년
2023년 1월 27일, 다섯 번째 미니 앨범 《이름의 장: TEMPTATION》으로 국내 컴백 했다. 2월 5일, 빌보드 핫 200 1위에 올라갔다.
3월, 두 번째 월드 투어 'TOMORROW X TOGETHER WORLD TOUR 〈ACT : SWEET MIRAGE〉'가 개최되었다.
7월 5일, 두 번째 정규 앨범 《SWEET》을 발매하며 일본 컴백하였다.
7월 7일, 조나스 브라더스와 협력하여 디지털 싱글 앨범 《Do It Like That》음원을 공개하였다.
9월 15일, 세 번째 정규 앨범 선공개 곡 《Back for More (with Anitta)》 발매한다.
10월 13일, 세 번째 정규 앨범 《이름의 장: FREEFALL》으로 국내 컴백하였다.
12월 2일, 3일 'TOMORROW X TOGETHER WORLD TOUR 〈ACT : SWEET MIRAGE〉 FINALE' 앙코르 콘서트를 개최했다.

### 2024년
3월 2일, 3일 데뷔 5주년 기념 팬라이브을 서울에서 개최했다.
4월 1일, 여섯 번째 미니 앨범 《minisode 3: TOMORROW》를 발매하며 국내 컴백하였다.
5월 3일 ~ 5일 서울 콘서트를 시작으로 세 번째 월드 투어를 시작한다.
8월 8일, 투모로우바이투게더 캐틱터 팝업 "뿔바투 와리와리" 오픈하였다.
11월 1일 ~ 3일 앵콜 서울 콘서트를 개최하였다.
11월 4일, 일곱 번째 미니 앨범 《별의 장: SANCTUARY》를 발매하며 국내 컴백하였다.
11월 18일, 멤버 수빈이 컨디션 난조로 활동 중단을 밝혔다.
11월 30일, 12월 1일 일본 오사카 콘서트를 끝으로 세 번째 월드 투어를 마무리 지었다.

### 2025년
1월 5일 골든 디스크 어워즈 스케줄을 끝으로 첫 장기 휴가를 받았다.
2월 7일 수빈을 포함한 모든 멤버가 장기 휴가에서 복귀하여 스케줄을 공식적으로 다시 시작하였다.
3월 7일부터 9일까지 국내 콘서트를 시작으로 앙콘 콘서트가 시작한다.
5월 2일 디지털 싱글 《Love Language》를 발매했다.
7월 21일 네 번째 정규 앨범 《별의 장: TOGETHER》으로 국내 컴백을 했다.
8월 22일 서울 콘서트를 시작으로 네 번째 해외투어가 진행된다.
10월 22일 세 번째 정규 앨범 《Starkissed》으로 일본 컴백을 앞두고 있다.

## 구성원
| 이름     | 소개 |
| -------- | --- |
| 수빈     | - 본명: 최수빈(崔秀彬) - 생년월일: 2000년 12월 5일(24세) - 출생지: 대한민국 경기도 안산시 상록구 - 학력: 글로벌사이버대학교 방송연예학과 (재학) - 활동기간 : 2019년 3월 4일 ~ 현재             |
| 연준     | - 본명: 최연준(崔然竣) - 생년월일: 1999년 9월 13일(25세) - 출생지: 대한민국 서울특별시 성북구 - 학력: 글로벌사이버대학교 방송연예학과 (재학) - 활동기간 : 2019년 3월 4일 ~ 현재                |
| 범규     | - 본명: 최범규(崔杋圭) - 생년월일: 2001년 3월 13일(24세) - 출생지: 대한민국 대구광역시 북구 - 학력: 한림연예예술고등학교 실용무용과 (졸업) - 활동기간 : 2019년 3월 4일 ~ 현재                  |
| 태현     | - 본명: 강태현(姜太顯) - 생년월일: 2002년 2월 5일(23세) - 출생지: 대한민국 서울특별시 강남구 - 학력: 사이버 대학교 (재학) - 활동기간 : 2019년 3월 4일 ~ 현재                                   |
| 휴닝카이 | - 본명: 카이 카말 휴닝(Kai Kamal Huening) - 생년월일: 2002년 8월 14일(23세) - 출생지: 미국 하와이주 호놀룰루 - 학력: 한림연예예술고등학교 실용무용과 (졸업) - 활동기간 : 2019년 3월 4일 ~ 현재 |

## 같이 보기
- 빅히트 엔터테인먼트
- HYBE
- 방시혁